# Szymiszów (stacja kolejowa)
Szymiszów – stacja kolejowa w miejscowości Szymiszów-Osiedle, w województwie opolskim, w powiecie strzeleckim, w gminie Strzelce Opolskie, w Polsce. Według klasyfikacji PKP ma kategorię dworca regionalnego.

## Ruch pasażerski
| Rok  | Wymiana pasażerska na dobę |
| ---- | -------------------------- |
| 2017 | 20-49                      |
| 2022 | 50-99                      |